# Liste der Bodendenkmäler in Kaisheim
Auf dieser Seite sind die Bodendenkmäler in dem schwäbischen Markt Kaisheim zusammengestellt. Diese Tabelle ist eine Teilliste der Liste der Bodendenkmäler in Bayern. Grundlage ist die Bayerische Denkmalliste, die auf Basis des Bayerischen Denkmalschutzgesetzes vom 1. Oktober 1973 erstmals erstellt wurde und seither durch das Bayerische Landesamt für Denkmalpflege geführt wird. Die folgenden Angaben ersetzen nicht die rechtsverbindliche Auskunft der Denkmalschutzbehörde.

## Bodendenkmäler in Kaisheim
| Lage       | Objekt                                                                                       | Akten-Nr.     | Bild |
| ---------- | -------------------------------------------------------------------------------------------- | ------------- | ---- |
| (Standort) | Grabhügel vorgeschichtlicher Zeitstellung.                                                   | D-7-7130-0104 |      |
| (Standort) | Grabhügel vorgeschichtlicher Zeistelllung.                                                   | D-7-7130-0105 |      |
| (Standort) | Villa rustica der römischen Kaiserzeit.                                                      | D-7-7130-0106 |      |
| (Standort) | Grabhügel vorgeschichtlicher Zeitstellung.                                                   | D-7-7130-0109 |      |
| (Standort) | Höhensiedlung der Hallstattzeit.                                                             | D-7-7130-0119 |      |
| (Standort) | Urnengräber der Bronzezeit.                                                                  | D-7-7130-0208 |      |
| (Standort) | Mittelalterliche und frühneuzeitliche Befunde im Bereich des Gutes Bergstetten               | D-7-7130-0245 |      |
| (Standort) | Siedlung des Neolithikums.                                                                   | D-7-7130-0315 |      |
| (Standort) | Schlagplatz der Steinzeit.                                                                   | D-7-7130-0316 |      |
| (Standort) | Freilandstation des Mesolithikums.                                                           | D-7-7130-0317 |      |
| (Standort) | Schlagplatz oder Siedlung des Neolithikums.                                                  | D-7-7130-0318 |      |
| (Standort) | Siedlung des Neolithikums.                                                                   | D-7-7130-0319 |      |
| (Standort) | Grabhügel vorgeschichtlicher Zeitstellung.                                                   | D-7-7230-0059 |      |
| (Standort) | Grabhügel der Bronzezeit.                                                                    | D-7-7230-0060 |      |
| (Standort) | Grabhügel vorgeschichtlicher Zeitstellung.                                                   | D-7-7230-0061 |      |
| (Standort) | Villa rustica der römischen Kaiserzeit.                                                      | D-7-7230-0062 |      |
| (Standort) | Grabhügel vorgeschichtlicher Zeitstellung.                                                   | D-7-7230-0065 |      |
| (Standort) | Siedlung vor- und frühgeschichtlicher Zeitstellung.                                          | D-7-7230-0068 |      |
| (Standort) | Siedlung oder Grabhügel vor- und frühgeschichtlicher Zeitstellung.                           | D-7-7230-0069 |      |
| (Standort) | Freilandstation des Mesolithikums, Höhensiedlung der Rössener Kultur                         | D-7-7230-0070 |      |
| (Standort) | Grabhügel vorgeschichtlicher Zeitstellung.                                                   | D-7-7230-0071 |      |
| (Standort) | Grabhügel vorgeschichtlicher Zeitstellung.                                                   | D-7-7230-0072 |      |
| (Standort) | Grabhügel vorgeschichtlicher Zeitstellung.                                                   | D-7-7230-0073 |      |
| (Standort) | Grabhügel vorgeschichtlicher Zeitstellung.                                                   | D-7-7230-0074 |      |
| (Standort) | Villa rustica der römischen Kaiserzeit.                                                      | D-7-7230-0075 |      |
| (Standort) | Grabhügel vorgeschichtlicher Zeitstellung.                                                   | D-7-7230-0083 |      |
| (Standort) | Grabhügel vorgeschichtlicher Zeitstellung.                                                   | D-7-7230-0084 |      |
| (Standort) | Straße der römischen Kaiserzeit.                                                             | D-7-7230-0088 |      |
| (Standort) | Mittelalterliche und frühneuzeitliche Befunde im Bereich des ehemaligen Reichstifts          | D-7-7230-0293 |      |
| (Standort) | Mittelalterliche und frühneuzeitliche Befunde im Bereich der Kath. Filialkirche St. Thomas   | D-7-7230-0352 |      |
| (Standort) | Mittelalterliche und frühneuzeitliche Befunde im Bereich der Kath. Pfarrkirche               | D-7-7230-0354 |      |
| (Standort) | Teilstück einer Straße der römischen Kaiserzeit.                                             | D-7-7230-0368 |      |
| (Standort) | Schlagplatz der Steinzeit.                                                                   | D-7-7230-0381 |      |
| (Standort) | Siedlung vor- und frühgeschichtlicher Zeitstellung.                                          | D-7-7231-0031 |      |
| (Standort) | Siedlung vor- und frühgeschichtlicher Zeitstellung.                                          | D-7-7231-0032 |      |
| (Standort) | Grabhügel vorgeschichtlicher Zeitstellung.                                                   | D-7-7231-0033 |      |
| (Standort) | Grabhügel vorgeschichtlicher Zeitstellung.                                                   | D-7-7231-0034 |      |
| (Standort) | Grabhügel vorgeschichtlicher Zeitstellung.                                                   | D-7-7231-0035 |      |
| (Standort) | Grabhügel vorgeschichtlicher Zeitstellung.                                                   | D-7-7231-0043 |      |
| (Standort) | Burgstall des Mittelalters.                                                                  | D-7-7231-0061 |      |
| (Standort) | Freilandstation des Mittelpaläolithikums.                                                    | D-7-7231-0128 |      |
| (Standort) | Siedlung des Neolithikums.                                                                   | D-7-7231-0153 |      |
| (Standort) | Siedlung vorgeschichtlicher Zeitstellung und Villa rustica der römischen Kaiserzeit.         | D-7-7231-0155 |      |
| (Standort) | Mittelalterliche und frühneuzeitliche Befunde im Bereich der Kath. Pfarrkirche St. Willibald | D-7-7231-0183 |      |
| (Standort) | Mittelalterliche und frühneuzeitliche Befunde im Bereich der Kath. Filialkirche St. Georg    | D-7-7231-0185 |      |
| (Standort) | Mittelalterliche und frühneuzeitliche Befunde im Bereich der Kath. Filialkirche St. Blasius  | D-7-7231-0187 |      |
| (Standort) | Frühneuzeitliche Befunde im Bereich von Schloss Leitheim und seiner Vorgängerbauten.         | D-7-7231-0188 |      |